# يوميات طفل مستضعف: أيام الكلب (فلم)
يوميات طفل مستضعف: أيام الكلب هو فيلم حركة تم إنتاجه في الولايات المتحدة. الفيلم من إخراج ديفيد باورز من بطولة زاكاري جوردون وروبرت كابرون وديفون بوستيك وراشيل هاريس وستيف زان.

## الميزانية والإيرادات
بلغت تكلفة إنتاج الفيلم حوالي 22 مليون دولار، بينما حقق إيرادات تقدر بـ 77.1 مليون.

## وصلات خارجية
- مقالات تستعمل روابط فنية بلا صلة مع ويكي بيانات